# José Maria Neves
José Maria Pereira Neves (Santa Catarina, 28 marzo 1960) è un politico capoverdiano, presidente di Capo Verde dal novembre 2021.
Dal 2001 al 2016 è stato Primo ministro di Capo Verde. È membro del Partito Africano dell'Indipendenza di Capo Verde (PAICV).
Nell'ottobre 2021 ha vinto le elezioni presidenziali al primo turno con il 51% dei voti.